# Liste der Baudenkmale in Niedersachsen

Gliederung Niedersachsens

In der Liste der Baudenkmale in Niedersachsen sind die Kulturdenkmale in Niedersachsen aufgelistet. Grundlage der Einzellisten sind die in den jeweiligen Listen angegebenen Quellen. Die Angaben in den einzelnen Listen ersetzen nicht die rechtsverbindliche Auskunft der zuständigen Denkmalschutzbehörde.

## Übersicht
| Landkreis/ kreisfreie Stadt   | Baudenkmalliste                                                                    | Wappen | Lage | Bild eines Baudenkmals                                             |
| ----------------------------- | ---------------------------------------------------------------------------------- | ------ | ---- | ------------------------------------------------------------------ |
| Landkreis Ammerland           | Liste der Baudenkmale im Landkreis Ammerland                                       |        |      | Schloss Rastede                                                    |
| Landkreis Aurich              | Liste der Baudenkmale im Landkreis Aurich                                          |        |      | Pilsumer Leuchtturm                                                |
| Braunschweig (kreisfrei)      | Liste der Baudenkmale in Braunschweig                                              |        |      | Braunschweiger Löwe                                                |
| Landkreis Celle               | Liste der Baudenkmale im Landkreis Celle                                           |        |      | Schloss Celle                                                      |
| Landkreis Cloppenburg         | Liste der Baudenkmale im Landkreis Cloppenburg                                     |        |      | Museumsdorf Cloppenburg                                            |
| Landkreis Cuxhaven            | Liste der Baudenkmale im Landkreis Cuxhaven                                        |        |      | Hapag-Hallen in Cuxhaven                                           |
| Delmenhorst (kreisfrei)       | Liste der Baudenkmale in Delmenhorst                                               |        |      | Rathaus und Wasserturm in Delmenhorst                              |
| Landkreis Diepholz            | Liste der Baudenkmale im Landkreis Diepholz                                        |        |      | Kreismuseum in Syke (Bauernhof aus dem Jahr 1747)                  |
| Emden (kreisfrei)             | Liste der Baudenkmale in Emden                                                     |        |      | Rathaus und Ratsdelft mit Museums-Rettungskreuzer „Georg Breusing“ |
| Landkreis Emsland             | Liste der Baudenkmale im Landkreis Emsland                                         |        |      | SchlossClemenswerthZentralbauSüdwesten                             |
| Landkreis Friesland           | Liste der Baudenkmale im Landkreis Friesland                                       |        |      | Schloss zu Jever                                                   |
| Landkreis Gifhorn             | Liste der Baudenkmale im Landkreis Gifhorn                                         |        |      | Mühlenmuseum Gifhorn                                               |
| Landkreis Goslar              | Liste der Baudenkmale im Landkreis Goslar                                          |        |      | Kaiserpfalz in Goslar                                              |
| Landkreis Göttingen           | Liste der Baudenkmale im Landkreis Göttingen                                       |        |      | Rathaus Adelebsen                                                  |
| Landkreis Grafschaft Bentheim | Liste der Baudenkmale im Landkreis Grafschaft Bentheim                             |        |      | Burg Bentheim                                                      |
| Landkreis Hameln-Pyrmont      | Liste der Baudenkmale im Landkreis Hameln-Pyrmont                                  |        |      | Bürgerhus in Hameln (1560)                                         |
| Region Hannover               | Liste der Baudenkmale in der Region Hannover mit Liste der Baudenkmale in Hannover |        |      | Isernhagen, Hauptstraße 54                                         |
| Landkreis Harburg             | Liste der Baudenkmale im Landkreis Harburg                                         |        |      | SchleusenanlageFahrenholz1                                         |
| Landkreis Heidekreis          | Liste der Baudenkmale im Landkreis Heidekreis                                      |        |      | Dorfmark Baudenkmal Kirchdamm 01                                   |
| Landkreis Helmstedt           | Liste der Baudenkmale im Landkreis Helmstedt                                       |        |      | Juleum in Helmstedt                                                |
| Landkreis Hildesheim          | Liste der Baudenkmale im Landkreis Hildesheim                                      |        |      | Hildesheimer Dom                                                   |
| Landkreis Holzminden          | Liste der Baudenkmale im Landkreis Holzminden                                      |        |      | Schloss Fürstenberg Weser                                          |
| Landkreis Leer                | Liste der Baudenkmale im Landkreis Leer                                            |        |      | Blick über Leer mit Hafen                                          |
| Landkreis Lüchow-Dannenberg   | Liste der Baudenkmale im Landkreis Lüchow-Dannenberg                               |        |      | Die Dorfkirche Satemin                                             |
| Landkreis Lüneburg            | Liste der Baudenkmale im Landkreis Lüneburg                                        |        |      | Alter Kran an der Ilmenau in Lüneburg                              |
| Landkreis Nienburg/Weser      | Liste der Baudenkmale im Landkreis Nienburg/Weser                                  |        |      | Schloss Hoya                                                       |
| Landkreis Northeim            | Liste der Baudenkmale im Landkreis Northeim                                        |        |      | Rathaus Einbeck                                                    |
| Oldenburg (Oldb) (kreisfrei)  | Liste der Baudenkmale in Oldenburg (Oldb)                                          |        |      | Schloss Oldenburg                                                  |
| Landkreis Oldenburg           | Liste der Baudenkmale im Landkreis Oldenburg                                       |        |      | Klosterruine in Hude                                               |
| Osnabrück (kreisfrei)         | Liste der Baudenkmale in Osnabrück: Straßen A–K, Straßen L–Z, Außenbereiche        |        |      | Rathaus Osnabrück, Friedenssaal des Westfälischen Friedens 1648    |
| Landkreis Osnabrück           | Liste der Baudenkmale im Landkreis Osnabrück                                       |        |      | Bohmte Haus Kohlhaus                                               |
| Landkreis Osterholz           | Liste der Baudenkmale im Landkreis Osterholz                                       |        |      | Haus im Schluh in Worpswede                                        |
| Landkreis Peine               | Liste der Baudenkmale im Landkreis Peine                                           |        |      | Denkmal für das Grubenunglück von Lengede 1963                     |
| Landkreis Rotenburg (Wümme)   | Liste der Baudenkmale im Landkreis Rotenburg (Wümme)                               |        |      | Fintel, 2014 – Historischer Schafstall von 1750                    |
| Salzgitter (kreisfrei)        | Liste der Baudenkmale in Salzgitter                                                |        |      | Das Kniestedter Gutshaus                                           |
| Landkreis Schaumburg          | Liste der Baudenkmale im Landkreis Schaumburg                                      |        |      | Amtspforte von 1553 in Stadthagen                                  |
| Landkreis Stade               | Liste der Baudenkmale im Landkreis Stade                                           |        |      | Alter Stader Hafen                                                 |
| Landkreis Uelzen              | Liste der Baudenkmale im Landkreis Uelzen                                          |        |      | Hundertwasserbahnhof Uelzen                                        |
| Landkreis Vechta              | Liste der Baudenkmale im Landkreis Vechta                                          |        |      | Bakum St. Johannes Baptist 2                                       |
| Landkreis Verden              | Liste der Baudenkmale im Landkreis Verden                                          |        |      | Dom zu Verden                                                      |
| Landkreis Wesermarsch         | Liste der Baudenkmale im Landkreis Wesermarsch                                     |        |      | HubbrueckeHuntebrueck                                              |
| Wilhelmshaven (kreisfrei)     | Liste der Baudenkmale in Wilhelmshaven                                             |        |      | Marinemuseum, links der Zerstörer „Mölders“                        |
| Landkreis Wittmund            | Liste der Baudenkmale im Landkreis Wittmund                                        |        |      | Wasserturm Langeoog (bearbeitete Version)                          |
| Landkreis Wolfenbüttel        | Liste der Baudenkmale im Landkreis Wolfenbüttel                                    |        |      | Wolfenbütteler Schloss                                             |
| Wolfsburg (kreisfrei)         | Liste der Baudenkmale in Wolfsburg                                                 |        |      | Kraftwerk des Volkswagenwerks Wolfsburg                            |